# Монтажери американського кіно
«Монтажери американського кіно» (МАК) (англ. American Cinema Editors) — почесне товариство, засноване в 1950 році в Голлівуді з ініціативи двох монтажерів студії Paramount — Уоррена Лоу та Джека Огілві. Членство в організації отримують на основі професійних досягнень, прихильності мистецтву монтажу та ідеям передачі своїх навичок іншим. Товариство не є професійною спілкою, його нинішній президент — Стівен Рівкін.

## Членство
Право на активне членство може бути отримано таким чином:
- Номінація або перемога на премії «Едді»
- Бажання бути членом
- Спонсорство, щонайменше, двох активних членів
- Не менше 60 місяців (5 років) досвіду монтажу на телебаченні
- Інтерв'ю Комітету з членства
- Схвалення Радою директорів
- Прийняття Генеральним членством

Члени товариства використовують скорочення «МАК» як частину власних підписів. Товариство видає своє поточне членство на власному сайті. Станом на 2012 рік сайт не включає померлих членів.

## Премія «Едді»
Розпочинаючи з 1950 року, МАК проводить щорічний обід на честь номінацій з монтажу премії «Оскар». Коли Національна Академія телевізійних мистецтв і наук створила категорію з монтажу, то МАК почав також їх запрошувати. З 1962 року МАК почав видавати свої власні нагороди. Премія отримала інформаційну підтримку багатьох журналів, серед яких Variety та The Hollywood Reporter. МАК не публікує архіви з нагородами, він відсилає читачів до IMDb для пошуку архівної інформації.

### Категорії
- Найкращий монтаж фільму (з 2000 року розділено на два окремих жанри: драма та комедія або мюзикл)
- Найкращий монтаж фільму — драма
- Найкращий монтаж фільму — комедія або мюзикл
- Найкращий монтаж анімаційного фільму
- Найкращий монтаж півгодинного серіалу для телебачення
- Найкращий монтаж комедійного серіалу для комерційного телебачення
- Найкращий монтаж комедійного серіалу для некомерційного телебачення
- Найкращий монтаж міні-серіалу або телефільму для телебачення
- Найкращий монтаж драматичного серіалу для некомерційного телебачення
- Найкращий монтаж драматичного серіалу для комерційного телебачення
- Найкращий монтаж серіалу без сценарію
- Найкращий монтаж документалки — фільм
- Найкращий монтаж документалки — телебачення
- Переможець студентського конкурсу монтажерів